# Lavoisiera macrocarpa
A Lavoisiera macrocarpa é uma rara espécie de planta que é comum na Serra do Cipó, em Congonhas do Norte e Santana do Riacho, no estado brasileiro de Minas Gerais.